# Граф Атолл
Мормэр (граф) Атолл — аристократический титул в средневековой Шотландии (Пэрство Шотландии). Титул ведёт своё название от провинции Атолл на Северо-Шотландском нагорье (сейчас — север графства Пертшир). Мормэрство Атолла известно еще с периода пиктов. В современных источниках известны два ранних королевства пиктов — Фортриу и Ангус. «De Situ Albanie» в начале 13 века сообщает о том, что Атолл было древним королевством пиктов.
Кринан Данкельдский (ум. 1045), аббат епископства Данкельд, стюарт Западных островов и мормэр Атолла, был родоначальником Данкельдской династии. Мормэр Атолла Мэлмар был сыном короля Шотландии Дункана I и младшим братом короля Малькольма III. Мэлмару наследовал сын Матад (ок. 1136—1153/1159), который считается отцом Харальда Мададдссона, гэльского ярла Оркнейских островов и мормэра Кейтнесса (ок. 1134—1206). Форуэллт, графиня Атолла, вышла замуж за нормандского рыцаря Дэвида Гастингса и от брака с ним имела дочь Аду (ум. 1264), ставшую женой Джона де Стрэтбога, нормандско-гэльского выходца из провинции Файф. Стрэтбоги управляли графством Атолл до Первой войны за независимость Шотландии. Затем Атолл перешел во владение Джона Кэмпбелла, потом Уильяма Дугласа, а уже после них графством управляли члены династии Стюартов.

## Мормэры (графы Атолла)
- 1130-е годы: Мэлмар, граф Атолл, сын (?) короля Шотландии Дункана I
- ок. 1136—1153/1159: Матад, граф Атолл, сын Мэлмара
- 1153/1159 — 1187/1189: Малькольм, граф Атолл, сын Матада
- 1189—1211: Генри, граф Атолл (умер в 1211), сын Малькольма
- 1211—1236: Изабелла, графиня Атолл, старшая дочь Генри
- 1211—1231: Томас Голуэй (умер в 1231), первый муж и соправитель графини Изабеллы
- 1233—1235: Алан Дорвард (умер в 1275), второй муж и соправитель графини Изабеллы
- 1236—1241: Патрик, граф Атолл, сын Изабеллы
- 1241 — ?: Фолуэллт, графиня Атолл, младшая дочь Генри, жена Дэвида Гастингса (умерла в 1247)
- ? — 1264: Ада, графиня Атолл (около 1221—1264/1266), дочь Фолуэллт и Дэвида Гастингса. Супруга Джона де Стратбоги (1247—1264)
- 1264—1270: Дэвид I де Стратбоги (умер в 1270), сын Джона де Стратбоги и Ады
- 1270—1306: Джон де Стратбоги (около 1266—1306), сын Давида
- 1306—1326: Давид II Страбоги (около 1290—1326), сын предыдущего

## Претенденты на титул
- 1306—1325: Ральф де Монтермар (ок. 1270—1325), 1-й барон Монтермар, граф Глостер, граф Хартфорд
- 1326—1335: Давид III де Страбоги (ок. 1309—1335), титулярный граф Атолл, сын Дэвида II Стрэтбога
- 1335—1369: Давид IV Страбоги (ок. 1332—1369), титулярный граф Атолл, сын предыдущего

## Графы Атолл, вторая креация (1320)
- 1320—1333: Джон Кэмпбелл, 1-й граф Атолл (ум. 1333), четвертый сын сэра Нейла Кэмпбелла (ум. 1316) и Мэри Брюс. Унаследовал титул и владения, конфискованные у Дэвида де Стрэтбога. Скончался, не оставив потомства

## Графы Атолл, третья креация (1342)
- 1342: Уильям Дуглас, 1-й граф Атолл (ок. 1300—1353), лорд Лиддесдейл, сын Джеймса Дугласа из Лотиана. Вскоре после назначения отказался от нового титула.

## Графы Атолл, четвертая креация (1342)
Другие титулы: граф Стретерн (1358—1369, 1370—1390)
- 1342—1367: Роберт Стюарт, граф Стретерн (1316—1390), сын Уолтера Стюарта и Марджори Брюс, дочери короля Шотландии Роберта I Брюса. Будущий король Шотландии Роберт II
- 1367—1390: Джон Стюарт, граф Каррик (1337—1406), старший сыном шотландского короля Роберта II Стюарта и Элизабет Мур. Будущий король Шотландии Роберт III.

## Графы Атолл, пятая креация (1398)
Другие титулы: герцог Ротсей (1398) и граф Каррик (1390)
- 1398—1402: Дэвид Стюарт, граф Каррик (1378—1402), старший сын короля Шотландии Роберта III Стюарта и Анабеллы Драммонд

## Графы Атолл, шестая креация (1403)
Другие титулы: герцог Олбани (1398), граф Файф (1371—1372) и граф Бухан (1382—1406)
- 1403—1404: Роберт Стюарт, герцог Олбани (ок. 1340—1420), третий сын короля Шотландии Роберта II и Элизабет Мур

## Графы Атолл, седьмая креация (1404)
Другие титулы: граф Кейтнесс (1375, 1428—1430) граф Стретерн (1427), граф Кейтнесс (1430) и барон Котачи (1409)'
- 1404—1437: Уолтер Стюарт, граф Атолл (ок. 1360—1437), младший сын шотландского короля Роберта II от его второго брака с Ефимией, графиней Росс. Был казнен за участие в убийстве короля Якова I Стюарта.

## Графы Атолл, восьмая креация (1457)
Другие титулы: лорд Балвени (1460)
- 1457—1512: Джон Стюарт, 1-й граф Атолл (1440—1512), старший сын Джеймса Стюарта, «Черного рыцаря Лорна» (ок. 1383 — ок. 1451), и Джоанны Бофорт, вдовы короля Шотландии Якова I.
- 1512—1521: Джон Стюарт, 2-й граф Атолл (ум. 1521), единственный сын 1-го графа
- 1521—1542: Джон Стюарт, 3-й граф Атолл (1507—1542), сын предыдущего
- 1542—1579: Джон Стюарт, 4-й граф Атолл (ум. 1579), единственный сын предыдущего
- 1579—1595: Джон Стюарт, 5-й граф Атолл (1563—1595), сын предыдущего. Скончался, не оставив потомства

## Графы Атолл, девятая креация (1596)
Другие титулы: лорд Иннермит (1469)
- 1596—1603: Джон Стюарт, 1-й граф Атолл (1566—1603), 6-й лорд Иннермит (1585—1603), единственный сын Джеймса Стюарта, 5-го лорда Иннермита (ум. 1585)
- 1603—1625: Джеймс Стюарт, 2-й граф Атолл и 7-й лорд Иннермит (1583—1625), единственный сын 1-го графа Атолла. Скончался бездетным

## Графы Атолл, десятая креация (1629)
См. Герцог Атолл